# Lüneburger SV
Die Lüneburger Sportvereinigung von 1913 e. V. ist ein Sportverein aus Lüneburg. Er ist insbesondere für seine Lauf-, Schwimm-, Fußball- und Ringerabteilung bekannt.

## Geschichte
Der Verein hat seinen Namen seit 1971, nach der Fusion der Freien Sportvereinigung Lüneburg (Vereinsgründung 1913) mit dem Hagener Sportverein (gegründet 1926). Im Frühjahr 2008 schlossen sich die Fußballabteilungen der beiden Vereine Lüneburger SK und Lüneburger SV zum FC Hansa Lüneburg zusammen, der zum 1. Juni 2011 in Lüneburger SK Hansa umbenannt wurde.

## Leichtathletik
2011 wurde Abdellah Hamoureis Landesmeister im 10-km-Straßenlauf. 2012 gewann Jurek Odenbach den Landesmeistertitel über 3.000 m. Gewinnerinnen zur Wahl Sportlerinnen des Jahres für die Stadt und den Landkreis Lüneburg die Leichtathleten – 2014 Marie Trenkel (10.000 m) und 2017 Olga Köppen (800 m). Die beiden einzigen Athleten die von der LSV die Wahl gewonnen haben.

## Ringen
2012 kehrten die Ringer des LSV von den Landesmeisterschaften in Salzgitter mit fünf Titel zurück. 2014 wurde Musa Bisultanov Deutscher Meister im Ringen, nachdem er bereits 2011 Deutscher Freistil-Vizemeister werden konnte.

## Persönlichkeiten
- Jan-André Sievers
- Ralf Sievers

## Auszeichnungen
- 2006: Niedersächsische Sportmedaille für „beispielgebenden Beitrag für die Weiterentwicklung der Sportangebote“[3]
- 2015: Die Festschrift zum 100-jährigen Vereinsjubiläum 2013 mit dem Titel „Von der ATL zur LSV“ wurde vom Niedersächsischen Institut für Sportgeschichte (NISH) im Rahmen ihres Wettbewerbs „Wir suchen die beste Jubiläumsfestschrift“ ausgezeichnet.[4]